# 约恩·鲍德文·汉尼巴尔松
約恩·鲍德文·汉尼巴尔松（1939年2月21日—），冰岛政治家和外交官。  1987年至1988年任财政部长，1988年至1995年任外交部长。
在他的倡议下，冰岛于1991年成为第一个承认波罗的海国家独立的国家。